# Hisztidin
A hisztidin (His vagy H) egyike a 22 fehérjealkotó aminosavnak.
Táplálkozási szempontból emberekben a hisztidin esszenciális, különösen gyerekekben. Kodonjai a CAU és a CAC.
A hisztidint elsőként 1896-ban izolálta Albrecht Kossel német orvos.
A hisztidin elnevezés a görög hisztosz (ιστός = szövet) szóból származik.

## Kémia
Az imidazol oldallánc és a hisztidin viszonylag semleges pKa értéke (kb. 6,0)
eredményeképpen a sejt pH-jának kis változása is megváltoztatja a molekula töltését.
Az imidazol oldalláncon két eltérő tulajdonságú nitrogénatom található :
az egyikhez hidrogén kötődik, és átadja szabad elektronpárját az aromás gyűrűnek, és emiatt enyhén savas, míg a másik csak egy elektronpárt ad a gyűrűnek,
ezért bázikus tulajdonságú.

## Anyagcsere
A hisztidin a hisztamin és a karnozin bioszintézisének prekurzora.

A hisztidin hisztaminná való átalakulása (hisztidin dekarboxiláz enzim)

A   hisztidin ammónia-liáz enzim a hisztidint ammóniává és urokainsavvá alakítja. Ennek az enzimnek a hiánya figyelhető meg a histidinemia nevű ritka betegségben.

## Előfordulása táplálékokban
Az érlelés, fermentálás elősegíti azon mikroorganizmusok szaporodását, melyek anyagcseréjük révén hisztamint állítanak elő.
Mivel a szervezet nem képes közvetlenül hisztamin előállítására, az alábbi élelmiszerek fogyasztása javallott:
- Érlelt sajtok,  kolbászok, szalámik, sonka,
- fermentált zöldségek (például savanyú káposzta), fermentált szója.
- erjesztett alkoholok: bor, sör (ale, lager)
- csonthéjas és bogyós gyümölcsök
- trópusi gyümölcsök: citrusfélék, datolyafélék, ananász
- zöldségek: paradicsom, padlizsán, szójabab, spenót, sütőtök, vörösbab, olíva